# Unendliche Odyssee
Unendliche Odyssee (engl. Cosmic Odyssey) ist eine vierteilige Comic-Miniserie von DC Comics von 1988/1989. In ihr retten Superman, Batman und weitere Superhelden die Milchstraße. Autor ist Jim Starlin, Zeichner Mike Mignola, Kolorist Steve Oliff.

## Handlung
Superman, Batman und weitere Superhelden werden zu dem Planeten Neu-Genesis teleportiert. Dort wird ihnen mitgeteilt, dass sich eine ehemalige Kriegswaffe, die Anti-Lebensenergie, selbständig gemacht hat. Diese hat die Fähigkeit, ganze Planetensysteme zu verschlingen. Wenn es zwei davon vernichten könne, würde die ganze Milchstraße zugrunde gehen. Auch Darkseid hat seine Hände im Spiel. Will er wirklich helfen oder hat er seine eigenen Absichten? In Zweierteams werden vier Planeten verschiedener Sternensysteme aufgesucht, auf denen Ebenbilder des Wesens riesige Antilebensenergie-Bomben zünden wollen, um die Galaxis zu zerstören, damit das Wesen in unser Universum eindringen kann. Aufgrund der Arroganz eines Superhelden explodiert die erste Bombe und somit ein kompletter Planet mit Millionen von Bewohnern. Bei einem anderen Duo gibt es ebenfalls Differenzen, doch die Superhelden können die nächsten Bomben zerstören. Auf der Erde stellt sich das Vernichten der Bombe als schwieriger heraus, da die Bombe von einem übermenschlichen Kampfungetüm verteidigt wird. Schließlich opfert Furier sein Leben und rettet somit die gesamte Galaxie.

## Protagonisten
- Superman
- Batman
- Green Lantern (John Stewart)
- Starfire (von den Teen Titans)
- Orion (von den New Gods)
- Lightray (von den New Gods)
- Furier (im englischen Original: Forager; von den New Gods)
- Martian Manhunter
- Darkseid (von den New Gods)
- The Demon
- Adam Strange
- Doctor Fate

## Veröffentlichung
Die Miniserie erschien in vier Ausgaben von 1988 bis Anfang 1990 bei DC Comics. In Deutschland wurde die Geschichte in vier Alben 1989 bis 1990 beim Norbert Hethke Verlag veröffentlicht.